# Мартін Адан
Мартін Адан (ісп. Martín Adán; Ліма, 27 жовтня 1908 — 29 січня 1985), псевдонім Рафаеля де ла Фуенте Бенавідеса) — перуанський поет, творчість якого вирізняється герметизмом і метафізичною глибиною. Поряд із Сесаром Вальєхо вважається одним з найбільших поетів Перу.

## Біографія
З раннього дитинства Адан виявив великий літературний талант (не менш талановитими були і його однокласники Еміліо Адольфо Вестфален (Іспанія) та Естуардо Нуньєс (Іспанія).
Адан почав своє навчання в школі в Сан-Хосе-де-Клуні в Барранко. Потім відвідував перуансько-німецький коледж імені Александра Гумбольдтa (Colegio Peruano-Alemán Alexander von Humboldt). Після коледжу поступив до Національного університету Сан-Маркос (UNMSM), також навчався у Папському католицькому університеті Перу (PUCP).
Протягом свого життя стикався з дедалі більшими фінансовими труднощами, страждав від алкоголізму. Значну частину своїх останніх років провів у санаторіях, аж до його смерті в 1985 році.
Американський біт-поет Аллен Гінзберг виявляв інтерес до творчості Адана та до самого письменника. Скориставшись своєю поїздкою до Перу, де він планував вивчати аяваску, Гінзберг зміг взяти інтерв'ю у Мартіна Адана. 

## Творчість
Першою книгою Мартіна Адана був роман La casa de cartón («Картонний будинок»), опублікований у 1928 році, коли автору було лише 20 років. Роман «Картонний будинок» був написаний під впливом авангарду і є одним із найкращих прикладів перуанської прози свого часу. Інноваційну тему та структуру «Картонного будинку» в певному сенсі можна вважати передвісником романів періоду літературного буму в Латинській Америці.
У подальшій своїй творчості Адан звернувся до поезії, яка вирізняється глибиною філософських роздумів, що занурюються в таємниці вічного і трансцендентного. У поезії Адана поєднуються нові способи використання мови з традиційними поетичними формами, такими як сонет. Характерними темами його поезії є також проблеми реальності та ідентичності.

## Збірки поезії
- La Rosa de la Espinela / (1939)
- Sonetos a la Rosa (1931—1942)
- Travesía de Extramares (1950)
- Escrito a Ciegas (1961)
- La Mano Desasida, Canto a Machupicchu (1964)
- La Piedra Absoluta (1966)
- Mi Darío (1966—1967)
- Diario de Poeta (1966—1973)
- Antología (1989)